# Дорощук Олег Євгенійович
Олег Євгенійович Дорощук (нар. 4 липня 2001) — український легкоатлет, який спеціалізується у стрибках у висоту. Чемпіон чемпіонату Європи в приміщенні (2025). Бронзовий призер чемпіонату Європи і учасник Олімпійських ігор (2024). Призер юнацької та юніорської континентальних майстер лол(2021)

## Спортивна кар'єра
Вихованець СДЮСШОР № 2 м. Кропивницького. Перший тренер — Галина Михайлюкова.
У 2018 став срібним призером чемпіонату Європи серед юнаків (м. Дьєр, Угорщина) з результатом 2,13 м, а також бронзовим призером ІІІ Юнацьких Олімпійських ігор (м. Буенос-Айрес, Аргентина) з результатом 2,14 м.
У 2019 з результатом 2,14 м здобув срібну нагороду чемпіонату Європи серед юніорів (м. Бурос, Швеція), а також переміг на чемпіонаті Балканських країн серед юніорів (м. Стамбул, Туреччина) з новим юніорським рекорд Кіровоградської області (2,18 м).
У 2024 році на чемпіонаті Європи здобув бронзову нагороду, взявши висоту у 2,26 м.
На Олімпійських Іграх 2024 року у Парижі посів 6 місце, оновивши особистий рекорд з результатом 2,31 м.
На національних змаганнях представляє Кіровоградську область. Тренується у Геннадія Здітовецького.

## Виступи на основних міжнародних змаганнях
| Рік  | Чемпіонат                      | Місце проведення        | Місце    | Результат |
| ---- | ------------------------------ | ----------------------- | -------- | --------- |
| 2018 | Чемпіонат Європи серед юнаків  | Дьєр, Угорщина          | 2        | 2,13 м    |
| 2018 | Юнацькі Олімпійські ігри       | Буенос-Айрес, Аргентина | 3        | 2,14 м    |
| 2019 | Чемпіонат Європи серед юніорів | Бурос, Швеція           | 2        | 2.14 м    |
| 2021 | Чемпіонат Європи в приміщенні  | Торунь, Польща          | 9 (кв.)  | 2,16 м    |
| 2021 | Чемпіонат Європи серед молоді  | Таллінн, Естонія        | 5        | 2,14 м    |
| 2022 | Чемпіонат світу                | Юджин, США              | 15 (кв.) | 2.25 м PB |
| 2022 | Чемпіонат Європи               | Мюнхен, Німеччина       | 4        | 2,23 м    |
| 2023 | Чемпіонат Європи серед молоді  | Еспоо, Фінляндія        | 2        | 2,19 м    |
| 2023 | Чемпіонат світу                | Будапешт, Угорщина      | 13       | 2,20 м    |
| 2024 | Чемпіонат світу в приміщенні   | Глазго, Велика Британія | 4        | 2,24 м    |
| 2024 | Чемпіонат Європи               | Рим, Італія             | 3        | 2,26 м    |
| 2024 | Олімпійські ігри               | Париж, Франція          | 6        | 2,31 м PB |
| 2025 | Чемпіонат Європи в приміщенні  | Апелдорн, Нідерланди    | 1        | 2,34 м PB |